# Christian Steendorff

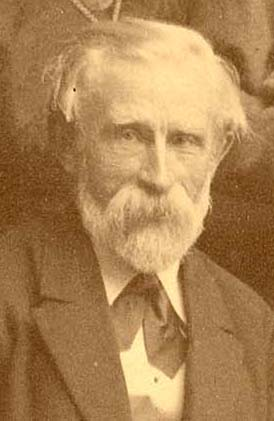
Christian Steendorff cirka 1885. Detalj ur gruppfoto.

Christian Wilhelm Steendorff, född den 12 december (?) 1817, död den 8 december 1904, var en dansk målare. Han var son till Johan Wilhelm Steendorff och Mariane Madsen.
Steendorffs konstnärliga produktion består bland annat av porträtt, stilleben och landskapsbilder. Han hade från 1867 sin verksamhet förlagd till Nørregade 45 i Köpenhamn.
Steendorff var gift med Anna Ulrica Öhrström (1816–1891) från Skåne, dotter till lantmätare Karl Magnus Öhrström och Sara Elisabeth Ahlgren. Paret fick tre barn:
- Elisabeth Christine Steendorff (1852–1933), gift med trafikdirektör Gustaf Jacob Tersmeden.[4]
- Anna Marianne (Manne) Steendorff (1853–1940), gift med professor Hjalmar Edgren.[5]
- Magnus Steendorff (1855–1945), arkitekt.

## Verk av Steendorff

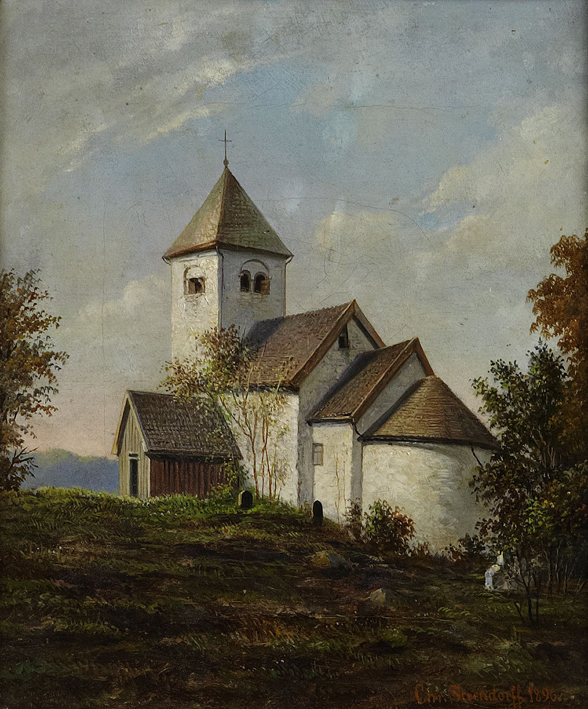
Landsortskyrka (1896).
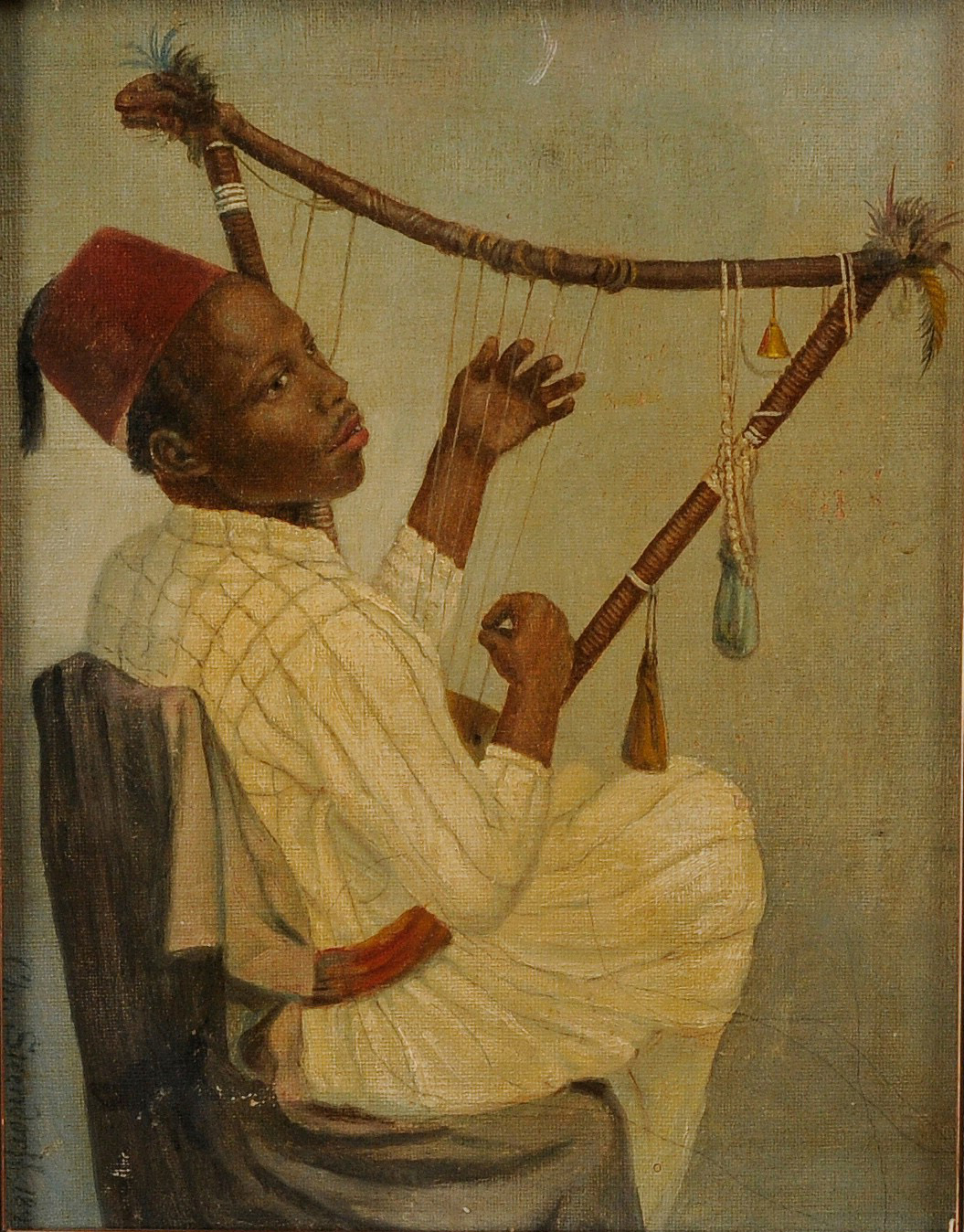
Pojke med instrument (1891).
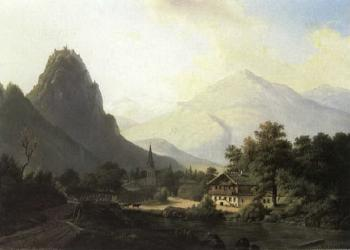
By i Alperna.